# Sascha Horvath
Sascha Horvath (Wenen, 22 augustus 1996) is een Oostenrijks voetballer die doorgaans als aanvallende middenvelder speelt. Hij verruilde Dynamo Dresden in 2020 voor TSV Hartberg.

## Clubcarrière
Horvath stroomde door vanuit de jeugdopleiding van Austria Wien. Hij debuteerde op 3 november 2013 in de Oostenrijkse Bundesliga, tegen SC Wiener Neustadt. Hij viel na 80 minuten in voor Marin Leovac. Horvath mocht op 6 april 2014 voor het eerst in de basiself beginnen, tegen Rapid Wien. In zijn debuutseizoen kwam hij tot twaalf competitieduels. Het seizoen erop speelde hij er twee. Horvath maakte in juli 2015 transfervrij de overstap naar SK Sturm Graz, waar hij zijn handtekening zette onder een driejarig contract.

## Interlandcarrière
Horvath maakte deel uit van verschillende Oostenrijkse nationale jeugdselecties. Hij nam met Oostenrijk –17 deel aan het EK –17 van 2013 en het WK –17 van 2013. Hij speelde met Oostenrijk –19 op het EK –19 van 2014 en het EK –19 van 2015. Met Oostenrijk –21 kwam hij uit op het EK –21 van 2019.